# Maschera Nera (DC Comics)
Maschera Nera (Black Mask), il cui vero nome è Roman Sionis, è un personaggio dei fumetti creato da Doug Moench (testi) e Tom Mandrake (disegni) pubblicato dalla DC Comics. Compare per la prima volta nell'agosto del 1985 su Batman (vol. 1) n. 386.
È un supercriminale da considerarsi tra i più grandi nemici di Batman (addirittura nemico giurato del Cavaliere Oscuro per la prima parte degli anni ottanta, come riportato anche dalla copertina del suo numero introduttivo) nonché antagonista per eccellenza di Catwoman. Indossa sempre una maschera nera a forma di teschio ed è il boss malavitoso più potente e temuto di Gotham City.
Nel corso del tempo sono state due le persone ad aver vestito i panni di Maschera Nera, e cioè Roman Sionis e Jeremiah Arkham: il primo ha creato la famosa maschera con l'ebano della bara del padre, avendo una vera e propria ossessione per tutti i tipi di maschere, e cova un profondo odio verso la famiglia Wayne (di conseguenza vuole a tutti i costi uccidere il suo ultimo esponente, Bruce); il secondo è l'ex direttore del manicomio criminale Arkham Asylum e prende il posto di Sionis quando questi viene ucciso da Catwoman, sebbene in The New 52 Sionis riprenda il suo vecchio ruolo.

## Biografia del personaggio

### Le origini
Nato da una ricca ed elitaria famiglia di Gotham City, Roman ebbe un'infanzia difficile, soprattutto per colpa dei suoi genitori, ossessionati dagli affari e dai soldi e noncuranti dei problemi del figlio. La famiglia Sionis dirigeva un'importante azienda di cosmetici, la Janus Cosmetics, dove il padre di Roman concentrava tutta la sua attenzione. L'azienda, essendo un colosso del settore e permettendo ai Sionis guadagni di un certo calibro, portava la famiglia di Roman a rientrare nella stretta cerchia delle più potenti famiglie di Gotham, tanto che erano molti gli amici ricchi che giravano intorno ai Sionis, tra cui anche la famiglia Wayne. La strana usanza di donare maschere come simbolo di cortesia e rispetto ai vari amici dell'alta società portò Roman a odiare sia le maschere che la compagnia di alto rango, entrambi elementi che gli giravano sempre intorno. Durante una vacanza alla residenza di campagna della famiglia, Roman fu vittima di un incidente: un procione malato di rabbia, nascosto in una delle tante maschere del padre, morse il ragazzo, costringendolo a notti di dolore ed incubi, oltre che a diverse allucinazioni, che resero la mente del giovane rampollo sempre più instabile. Compiuti 21 anni, Roman Sionis iniziò a lavorare all'interno della Janus Cosmetics, azienda del padre, partendo dal basso ma arrivando in un solo mese a guadagnarsi la posizione di Vicepresidente dell'azienda. Qui si innamora di una modella che lavora come "donna-immagine" per l'industria di cosmetici, sotto lo pseudonimo di Circe. I genitori di Roman però, fin troppo ossessionati dalle etichette sociali, non volevano che il ragazzo avesse una relazione con una donna che loro definivano "di basso rango", progettando addirittura di bruciarla viva. Ma il giovane Sionis, schifato dal comportamento dei genitori e pieno d'amore per la bella Circe, incendia la dimora del padre e della madre, uccidendoli e facendo finire il delitto sotto un alone di mistero. Diventato poi presidente e proprietario assoluto della Janus Cosmetics, decise di proseguire l'attività di famiglia, rivelandosi però un pessimo uomo d'affari. Il suo amore per Circe e soprattutto la sua ossessione per le Maschere iniziata da bambino lo porta a collezionare maschere da tutto il mondo, quindi addirittura a concepire un cosmetico che era in tutto e per tutto una maschera liquida, che si rivelò un completo fiasco. Sull'orlo del fallimento, Roman finanzia il reparto scientifico della compagnia, che in breve tempo crea un cosmetico quasi miracoloso. Travolto dalla paura di fallire, Sionis mette in circolo il nuovo prodotto senza testarne la sicurezza, finendo per sfigurare migliaia di persone in tutta Gotham: il cosmetico era in realtà una pericolosa tossina. L'azienda di Roman quindi inizia ad essere tempestata di denunce, perdendo molto denaro nei processi, dovendo risarcire tutti quelli che erano stati sfigurati dalla tossina. Ormai in bancarotta, Roman si vede costretto a cedere l'azienda alla Wayne Enterprises, che lo rimosse da capo dell'azienda, provocando anche la rottura della relazione da parte di Circe, che decise di diventare modella per un'altra azienda e di lasciare Roman perché insignificante. Ormai disperato, Roman fa visita ai genitori per incolparli delle sue sfortune. Ma mentre apre la porta della cripta dei Sionis, viene colpito da un lampo e cadde, sbattendo la faccia su una pietra lì vicino. Siglando questa come la sua "rinascita", Roman prese la pietra ed iniziò a scardinare la bara di ebano del padre da cui ricavò una nera e tetra maschera, da cui deriva il suo nome. Quindi, presa una pistola, qualche soldo e ciò che era rimasto del suo cosmetico che generava delle maschere liquide, Roman Sionis divenne un nuovo aspirante signore del crimine di Gotham City, Maschera Nera.

### La Società delle False Facce
Maschera Nera non ebbe difficoltà a farsi dei seguaci nei sobborghi di Gotham. I suoi primi seguaci furono una coppia di due malviventi comuni, che Roman rinominò Thespis e Tupeng. Da qui nacque un'organizzazione criminale governata da Sionis, detta Società delle False Facce, e contraddistinta dalla particolarità che ogni criminale a servizio di Roman indossa una maschera diversa. Roman infatti diceva ai suoi sottoposti che la maschera li avrebbe temprati, facendo diventare la personalità di chi la indossava più forte. Situata la base nella cripta dei Sionis, l'organizzazione delle False Facce presto sovrastò Gotham con un'onda di criminalità potentissima, che attirò istantaneamente l'attenzione di Batman e del Distretto di Polizia della città. Nel frattempo, le forze dell'ordine iniziano a capire la vera identità di Maschera Nera, ma Sionis, noncurante, continua la sua vendetta contro il suo vero nemico: le industrie Wayne. Incolpando loro del suo fallimento e della sua rottura con Circe, accompagnato dai fedeli Thespis e Tupeng, Maschera Nera inizia ad uccidere i nuovi direttori della Janus Cosmetics assegnati dalla famiglia Wayne, costringendoli ad indossare una maschera impregnata della tossina che lo portò al fallimento. La sostanza uccide in modo doloroso i nuovi direttori, sfigurandoli orribilmente in viso. Quindi Roman rapisce la sua ex, Circe, ancora nel suo lavoro di modella, forzandola ad indossare una maschera come quella dei direttori uccisi impregnata con una versione più leggera della tossina, che sfigura la faccia della modella, che si ritroverà il viso deturpato a vita, ma risparmiandole una dolorosa fine. Successivamente, con la minaccia di ucciderla come aveva fatto con gli impiegati delle Wayne Enterprises, Sionis costringe Circe a diventare una dei suoi sottoposti, indossando una maschera che identificava la sua vita passata da modella. Nel mentre, Batman scopre la vera identità di Maschera Nera e capisce che Bruce Wayne è il prossimo sulla lista di Roman Sionis. Sperando di imbastire una trappola di sicuro successo destinata a Maschera Nera, Batman, ovviamente come Bruce Wayne, dà una festa in maschera a Villa Wayne, sapendo che Sionis non potrà resistere a partecipare. Come previsto, Roman, accompagnato da Circe, si infiltrerà alla festa, mischiandosi con gli altri invitati. Sionis quindi attrae Bruce nel cortile della villa, cercando di ucciderlo con una pistola, ma Wayne disarma il criminale che è costretto a fuggire nel suo nascondiglio nella cripta, permettendo a Robin di tracciare la sua posizione scoprendo il suo covo segreto. Quindi la coppia Batman & Robin segue Maschera Nera nel cimitero, combattendo i membri della Società delle False Facce che pur essendo numerosi vengono facilmente neutralizzati. Maschera Nera riesce comunque a scappare, sfruttando una specie di passaggio segreto situato attraverso il fondo della bara del padre e dileguandosi dal cimitero all'interno di un carro funebre. Con la Batmobile alle sue calcagna, Maschera Nera guida verso la vecchia residenza di campagna della famiglia Sionis, deciso a cancellare completamente l'identità fallimentare di Roman Sionis, che il criminale incolpava di tutti i suoi insuccessi, per diventare semplicemente Maschera Nera. Così mentre Batman e il compagno affrontano gli ultimi membri della Società delle False Facce, Maschera Nera entra nella sua camera, dov'era stato vittima di incubi e allucinazioni nell'adolescenza, con l'intenzione di bruciare, partendo dal suo letto e dai suoi giocattoli, l'intero edificio. Una volta appiccato il fuoco, Maschera Nera è percorso da un brivido di invincibilità, che però avrà breve durata, infatti quando uscirà dalla sua stanza si ritroverà in mezzo ai suoi sgherri, tutti messi a terra da Batman e dal compagno Robin. Estremamente innervosito, Sionis ritorna nelle sue stanze, pervase dal fuoco. Per impedirgli di compiere una morte onorevole, Batman lancia un Batarang a cui è attaccato un cavo, in modo da far inciampare Maschera Nera, cosa che riesce, infatti Roman cade di faccia nel preciso momento in cui le travi della camera iniziano a crollare. Il crollo fa finire la faccia di Maschera Nera nel mucchio dei suoi giocattoli, anch'essi in fiamme, e seppur Batman e Robin riescono a salvarlo, si scopre che la sua maschera si è fusa grazie al calore del fuoco sul suo viso: Maschera Nera ha ironicamente raggiunto il suo obiettivo, ovvero eliminare ogni possibile traccia della sua vecchia identità di Roman Sionis. Il criminale viene quindi arrestato e rinchiuso nel manicomio di Arkham.

### Fuga dal manicomio e ritorno a Gotham
Qualche tempo dopo il suo arresto, Maschera Nera fugge da Arkham grazie alle macchinazioni di Ra's al Ghul, lo stesso fu per molti altri criminali rinchiusi sia ad Arkham che nel penitenziario di stato di Gotham. Una volta fuori, Maschera Nera aveva piani ben precisi, e quindi rifiutò di schierarsi sotto il comando del Joker. Quindi Sionis farà una piccola apparizione "Post-Crisis", prendendo parte agli eventi di Batman: The Last Arkham come uno dei pazienti del famoso manicomio. È stato infatti mandato da Jeremiah Arkham insieme ad una grande orda di prigionieri contro Batman, in quella che Jeremiah definiva per Bruce Wayne una "lezione di disciplina". Sionis probabilmente è stato messo a terra come tutti gli altri suoi compagni di cella. In seguito, Maschera Nera ritornò alle sue losche attività dopo una non specificata fuga da Arkham, iniziando a ricostruire la sua Società delle False Facce, basata sulla ritornata e riluttante Circe ed un nuovo e potente luogotenente chiamato Tatoo. Così mentre il boss malavitoso scalava rapidamente le gerarchie dei bassifondi di Gotham, Sionis pianificava la sua vendetta contro Bruce Wayne, ordinando poi ai suoi tirapiedi di bruciare diversi edifici posseduti dalla Wayne Enterprises sparsi per Gotham. Questa azione attirò per l'ennesima volta l'interesse del Cavaliere Oscuro, che si infiltrò nell'organizzazione di Maschera Nera, addirittura venendo "battezzato" dallo stesso Sionis come Skullface. Seppur Skullface/Batman fu in grado di impedire l'ennesimo tentativo di incendio della Società delle False Facce con l'aiuto di Robin, non riuscì però ad impedire il rapimento del cervello della Wayne Enterprises, Lucius Fox, da parte di Tatoo. Dato il suo forte rancore, Maschera Nera arriva vicino ad uccidere Fox all'istante, ma viene convinto a risparmiarlo da Circe. Il criminale decise quindi di procurare a Fox una morte lenta e orribile, rinchiudendolo nel suo nascondiglio a morire di fame, tornando poi a concentrarsi sulle sue attività criminali per allargare il suo impero. Nello stesso tempo però, insieme al suo luogotenente Tatoo, Maschera Nera iniziò ad avere sospetti sulla sua nuova recluta Skullface, chiedendosi se fosse leale o una spia. La notte seguente, Sionis iniziò ad interrogare Fox, chiedendo all'uomo di tradire Bruce Wayne e di rivelargli ogni suo segreto. Lucius però non crollò, rifiutandosi di accondiscendere le richieste del criminale, addirittura quando minacciato di essere sfigurato e ucciso dal trucco tossico di Maschera Nera. Così, nel momento in cui un furioso Maschera Nera stava per forzare Fox ad indossare la maschera impregnata del trucco letale, un disperato Skullface rompe la sua copertura, rivelandosi come Bruce Wayne e attaccando il criminale. Tatoo quindi intrappola Bruce, ma mentre Sionis sta per uccidere il suo peggior nemico con la sua pistola, Circe si buttò nel mucchio facendo perdere la mira a Maschera Nera e, nella confusione, dando l'opportunità a Bruce di fuggire e di indossare le vestigia di Batman. Poco dopo, Tatoo e il suo capo fuggono nella notte, inseguiti da Batman. Comunque, la coppia viene messa alle strette una volta raggiunto il molo e Tatoo è costretto ad intraprendere una breve ma intensa battaglia contro Batman, che vede l'eroe uscire vincitore. Un Maschera Nera in panico però riesce a fuggire, gettandosi nelle scure acque sottostanti. La Polizia ispezionerà la zona in cerca del corpo di Sionis, ma troverà solo un'esca fatta dalla Società delle False Facce utilizzando un membro della WayneCorp precedentemente rapito. Batman, nel mezzo di una crisi di mezza età, prenderà molto male il fallimento nel catturare il boss criminale. Rimasto libero per la città durante gli eventi di Batman: Knightfall e di Ora zero - Crisi nel tempo, è ritornato protagonista poco dopo, ancora a capo della Società delle False Facce, in una guerra fra bande, dove Sionis uccide il boss rivale "Dirty Dan" Doyle in una sparatoria. Quindi Maschera Nera venne avvicinato da un giovane bandito, Johnny LaMonica, meglio conosciuto come il Ragno Nero, che desiderava entrare a far parte della Società delle False Facce. Trovando il ragazzo alquanto irritante, Maschera Nera decide di fargli fare le ossa, infiltrandosi in un altro ballo in maschera a Villa Wayne. Il Ragno Nero fa come gli è stato ordinato, ma con scarsi risultati e a malapena sfugge a Batman. Il Cavaliere oscuro capisce però che LaMonica sta facendo il doppiogioco, ed è in verità una spia di un rivale di Maschera Nera nei sobborghi di Gotham, ovvero un agente di Ottoman il Turco. Capendo che LaMonica ha l'obiettivo di uccidere Maschera Nera come ordinato dal suo reale capo, Batman rintraccia la posizione del nuovo covo di Maschera nera, un teatro abbandonato. Pur arrivando tardi per salvare alcuni dei membri della gang di Maschera Nera, Batman riesce comunque a salvare Sionis da morte certa. Ritenendo poi più pericoloso il Ragno Nero in quel momento, Wayne decide di neutralizzarlo lasciando via libera a Maschera Nera, che fugge. Sconfitto LaMonica, Batman effettua una pesante ricerca per tutta la città per scovare Sionis, ma senza successo. Quando poi un nuovo ed energetico vigilante, conosciuto come Lock-Up, è apparso a Gotham, Maschera Nera e la sua banda sono stati indirettamente coinvolti in un piano per fermare il troppo violento nuovo combattente del crimine, piano organizzato da Batman e dal Commissario Gordon. Infatti, mentre i media parlavano di misteriose prove che dimostravano le losche attività di Maschera Nera, venne catturato da Batman un esponente della Società delle False Facce, Joe Coniglio, in modo da ottenere importanti confessioni su queste famosi attestati dei crimini orchestrati da Sionis. Il tutto però era in verità un'esca per Lock-Up, infatti questo "eroe" mirava tutti quei criminali liberati dalla detenzione in carcere secondo lui ingiustamente, e così fu fatto anche con Joe Coniglio. Ma Roman, senza sapere nulla, ha rischiato di sabotare l'intero piano inviando uno squadrone dei suoi uomini ad uccidere il traditore. Per un breve periodo, Maschera Nera tentò di allargare i suoi affari anche alla "città sorella" di Gotham, Blüdhaven. Con questo fine, ordinò ai suoi scagnozzi di "rapire" i "bambini" (una dozzina di ovuli non fecondati conservati e in attesa di una fecondazione artificiale) della famiglia Mihn, il maggior esponente della criminalità vietnamita di Blüdhaven. Il piano di Maschera Nera era quello di tenere in ostaggio gli ovuli in modo da essere introdotto dalla stessa famiglia Mihn nel traffico di eroina di Blüdhaven, ma il tutto fu sventato dall'appena arrivato Nightwing. Black Mask quindi abbandonò i piani per Blüdhaven e tentò di risolvere un problema collegato alla sua banda: un grosso esponente della Società delle False Facce, Johnny Poodles, è stato catturato. Maschera Nera consegnò però ad un detective della polizia di Gotham, l'agente Bullock, un dischetto con dei file che racchiudevano informazioni chiave su tutti i principali nemici criminali che Maschera Nera aveva, un ammontare di prove abbastanza grande per rendere luminose 10 carriere da poliziotto. Il tutto in cambio di una testimonianza chiave per scagionare Poodles. Inizialmente il Detective Bullock rifiutò l'offerta, ma poco dopo decise il contrario ed iniziò ad eliminare tutti i rivali di Sionis nei sobborghi di Gotham City. Nel frattempo però l'integrità di Bullock era minacciata, e per questo Maschera Nera diede al poliziotto la vera identità di un serial killer che si aggirava in Gotham e che faceva addirittura parte della stessa Società delle False Facce, nome "in codice" Widow-Whacker. Comunque alla fine Bullock fu fedele al suo senso di giustizia e diede una testimonianza corretta al processo, facendo condannare Poodles e mandando su tutte le furie Maschera Nera, che inviò un gruppo di uomini ad uccidere Bullock. Il detective però riuscii a sopravvivere, attirando il gruppo in un territorio di una banda di motociclisti rivale, utilizzando a suo favore le informazioni ottenute dallo stesso Maschera Nera, ed innescando uno sparatoria che porta all'uccisione reciproca di entrambe le bande criminali.

### La nuova faccia del crimine
Dopo aver effettuato delle letture riguardanti l'Inquisizione Spagnola durante un non specificato periodo della sua carriera criminale, Maschera Nera si sottopose ad un enorme cambiamento della sua personalità e del suo modus operandi. La sua passione per le maschere iniziò a cambiare, mischiandosi con il suo nuovo interesse riguardante dolore e tortura fisica. Sionis iniziò a pensare alla tortura come una forma d'arte e a considerare la sua maschera come la prova che lui è sopravvissuto alle torture che lui ha subito sulla sua stessa persona, ovvero la fusione della maschera stessa sul suo viso. Come conseguenza, Sionis iniziò ad utilizzare la tortura fisica in modo pesante, sia per lavoro che per piacere, quindi sia per intrattenimento che per i suoi interrogatori. Quando Gotham fu dichiarata "No Man's Land" (Terra di Nessuno) a seguito del terremoto Cataclysm, il signore del crimine, come altri pazienti di Arkham freschi di fuga, formò una gang e prese possesso di un pezzo della malridotta Gotham, nel suo caso la sezione denominata "Fashion District". In questo periodo però smise di indossare la sua classica maschera, e i suoi obiettivi non erano più soldi o potere, infatti adottò una filosofia nichilista, dichiarando che il terremoto aveva rivelato la vera faccia di Gotham e quindi d'ora in poi lui i e i suoi seguaci erano diventati la Società delle Vere Facce, trasformando l'ideale della banda in una specie di religione, sfigurando orribilmente le loro facce e facendo lo stesso a chi, secondo loro, portava ancora un "volto falso". L'ex signore del crimine e i suoi numerosi seguaci divennero una banda sanguinosa, che scorrazzava per tutta Gotham sfigurando orribilmente chiunque incontravano. Dirigendosi verso la Torre dell'Orologio di Gotham, sopravvissuta al terremoto e base operativa di Oracle, nel mezzo del territorio appartenente al Distretto di Polizia di Gotham, Maschera Nera e i suoi sgherri non trovarono alcuna difficoltà, portando Oracle a tentare di uccidere Sionis con un fucile da cecchino. Ma la vita di Roman viene salvata dalla nuova Batgirl, che prima neutralizza diversi uomini di Sionis e che quindi rompe il braccio di Maschera Nera mostrando l'azione a tutta la Società delle Vere Facce, che spaventata dall'umiliazione subita dal proprio capo si ritira. Batman arrivò presto a portare via Maschera Nera, rinchiudendolo nel penitenziario di Blackgate ora diretto da un più tenue Lock-Up. In seguito, un incarcerato Maschera Nera, che sembra aver perso la sua nuova filosofia di vita, reciterà un piccolo ma essenziale ruolo nella missione di Nightwing, su ordine di Batman, di finire l'alleanza con Lock-Up e riprendere controllo su Blackgate. Dopo che il direttore e i suoi scagnozzi scoprirono la presenza di Nightwing sull'isola, lo catturarono e gettarono in una cella piena di Super-Cattivi, tutti che fremevano per mettergli le mani addosso. Maschera Nera, insieme allo Spaventapasseri, si opposero all'uccisione di Nightwing, convincendo gli altri detenuti che l'eroe era un sicuro biglietto di uscita dal Penitenziario. Nightwing ricambiò la loro fiducia, facendoli fuggire della loro cella e scappando lui stesso, ma dopo aver neutralizzato Lock-Up e i suoi sgherri, l'eroe non vuole certo che i supercriminali scappino, quindi li lascia sull'isola senza aiutarli in alcun modo.

### La morte di Sionis
Dopo che gli Stati Uniti d'America riaccettarono Gotham City all'interno dell'unione, togliendogli lo "status" di Terra di Nessuno, Maschera Nera ritornò al suo classico ruolo di boss malavitoso e signore dei sobborghi di Gotham, pur abbandonando la Società delle False Facce a favore di normali criminali senza maschera. Ben presto la sua attenzione si rivolse ai traffici di droga situati nella zona dell'East End di Gotham, corrompendo diversi poliziotti per assicurarsi una facile e totale presa sull'area. Le sue attività però finirono inesorabilmente a scontrarsi con l'appena proclamato "protettore" dell'East End di Gotham, Catwoman. Dopo che due agenti di polizia corrotti da Sionis spararono ad un'amica di Selina, Holly Robinson, seppur non uccidendola, Catwoman sviluppò un elaborato schema di vendetta, comprendendo l'aiuto del detective Crispus Allen e dell'investigatore privato Slam Bradley. L'operazione fu un totale successo, impedendo uno scambio di diamanti ed eroina che Roman aveva pianificato insieme ad un boss della Mafia russa: l'eroina fu distrutta da una bomba, mentre Catwoman prese i diamanti per sé. Per concludere, diversi dei poliziotti corrotti vennero rimossi dal servizio e puniti. L'infuriato Maschera Nera voleva ovviamente vendicarsi della Gatta. Una voce che una donna, chiamata Sylvia Sinclar e rinchiusa in carcere, sapesse qual era la reale identità di Catwoman attirò subito l'attenzione di Sionis, che inviò il suo luogotenente Xavier Dylan a confermare la voce, offrendo alla donna un accordo: se avesse accettato di aiutare Maschera Nera nella sua vendetta, Sionis avrebbe fatto in modo che lei uscisse di prigione. Nel frattempo Roman continua a indagare suoi diamanti mancanti, anche uccidendo violentemente diversi contrabbandieri dei bassifondi. Sylvia, in realtà un'amica d'infanzia di Selina, accettò prontamente i termini dell'accordo stilati da Maschera Nera, al fine soprattutto di scaricare il suo rancore personale verso la Kyle. Grazie alla collaborazione della galeotta, Sionis bombardò un centro comunitario che la stessa Catwoman aveva finanziato, rapì e torturò la sorella di Selina, Maggie, uccidendo nel mentre anche suo marito Simon, e la vicina uccisione di Holly e di Slam. Selina comunque scoprì che sotto c'era lo zampino di Roman e interrogando lo sgherro di Maschera Nera, Xavier, scopre dove il criminale si nasconde e di conseguenza fa breccia nel suo covo pronta ad affrontare lui e la sua amica traditrice. Purtroppo per la Gatta, Sylvia e Roman hanno diversi assi nella manica, ed uno di questi è l'amica Holly Robinson, che i due hanno fatto prigioniera grazie alla collaborazione di alcuni bambini diventati criminali e situati nell'East End. Appena vide Holly, Catwoman si arrende, e con Sylvia che la trascinava, Maschera Nera introdusse Selina nella sua sala delle torture. Entrati nella stanza, Catwoman vede sua sorella incatenata ad un muro, quasi in stato di coma per il potente trauma che ha subito. Selina prega Maschera Nera di lasciare andare la ragazza ed in risposta Sionis offre alla Gatta Ladra un accordo: libererà Maggie e la farà ricoverare, ma in cambio Catwoman dovrà accettare di essere torturata fino alla morte al posto della sorella. Selina accetta, ma appena incatenata la supereroina, Sionis ordina che Maggie venga uccisa, codardamente venendo meno ai termini dell'accordo. Il suo tradimento era però stato previsto da Catwoman, che immediatamente innescò una bomba che aveva prima piazzato nel covo del boss malavitoso. Mentre Roman e Sylvia erano distratti dall'esplosione, Selina riesce a liberarsi. In panico per come si sono sviluppati gli eventi, Sionis fugge dalla stanza, lasciando Sylvia nelle grinfie di Catwoman, che sconfisse facilmente la rivale in un combattimento corpo a corpo. Quindi Selina confrontò Maschera Nera, lasciando nessuna via di fuga al criminale. Disperato, Roman tenta di prendere Holly come ostaggio una seconda volta, ma viene fermato dalla Gatta, che portò ad un pestaggio che fece finire Sionis attaccato alla balconata del suo covo per una sola mano. Roman pregò di essere aiutato, ma il senso di vendetta di Selina fece rifiutare a Catwoman di elargire soccorso al criminale che pochi secondi dopo perse la presa e per molto non apparì in alcuna vicenda, facendo presupporre che Maschera Nera fosse morto.

### Il nuovo signore del crimine
In Battle for the Cowl, un nuovo Maschera Nera emerge che si pone come nuovo signore del crimine. Ha drogato molti detenuti di Arkham Asylum, tra cui Poison Ivy, Killer Croc, Victor Zsasz e lo Spaventapasseri con una sostanza che può uccidere in caso di attivazione. Maschera Nera viene rapidamente riconosciuto come il leader del gruppo quando fa saltare il manicomio, distrugge i domini di Due Facce e Pinguino riesce così a diventare ancora una volta signore del crimine di Gotham City. Il nuovo Maschera Nera elimina la concorrenza, cacciando così da Gotham Due Facce e Pinguino. Ha inoltre stretto molti accordi con vari criminali di Gotham come Firefly, Victor Zsasz, Jane Doe, Clayface, Alyce Sinner, e Hugo Strange, fornendo finanziamenti in cambio di favori. Tuttavia, in La vita dopo la morte, è mirato sia dalla Guardia Nazionale e il rientrante famiglia criminale Falcone, guidato da Mario Falcone, costringendolo a ritirarsi in una zona in Gotham chiama Piazza del Diavolo. La vera identità di Maschera Nera è stata rivelata essere quella del dottor Jeremiah Arkham, ex direttore del famoso manicomio criminale che divenne Maschera Nera dopo aver subito un crollo psicologico dall'esposizione ad una varietà di sostanze chimiche che alterano la mente. Dopo la sua cattura e la sconfitta con il nuovo Batman, Dick Grayson (in sostituzione di Bruce Wayne apparentemente morto), è imprigionato nella ricostruita Arkham Asylum. Comparve poi in altri 3 numeri successivi, in Arkham Reborn, dove cominciò a manipolare i pazienti, una storia che terminò in Detective Comics. Tuttavia il nuovo capo di Arkham, Dr. Alyce Sinner, che era stato nascosto manipolando gli eventi in Arkham Reborn, continua il suo lavoro per il crimine ed i suoi alleati.

### I nuovi 52
Dopo l'evento Flashpoint, l'universo è stato riavviato con The New 52. In questa nuova timeline, Roman Sionis viene ristabilita come Maschera Nera, e la sua storia con la Società delle False Facce rimane piuttosto intatta. Questa versione del personaggio ha un disturbo della personalità diviso, con Roman Sionis, che è una personalità, e l'altra è Maschera Nera, e la tecnologia nella sua maschera gli conferisce la capacità di controllare "le menti deboli". Roman Sionis viene vista per la prima volta nell'infermeria dell'Arkham Asylum in cura dal Dr. Jeremiah Arkham durante la Notte dei Gufi; Sionis tentò uno sciopero della fame per cercare di recuperare la maschera. Quando gli Artigli attaccano il manicomio, il Dr. Arkham restituisce a Sionis la sua maschera per influenzare telepaticamente i detenuti ad attaccare gli Artigli e impedire a chiunque di seguire Arkham nella sua stanza sicura. Maschera Nera tenta quindi di usare le sue abilità su Batman, ma fallisce ed è costretto a scappare dal manicomio. Maschera Nera riemerge successivamente per riassemblare la Società delle False Facce, entrando in conflitto con il Cappellaio Matto mentre lo fa (che considera Maschera Nera un nemico a causa delle sue simili capacità di controllo mentale). Batman interviene e mette fine alla loro battaglia, e Sionis viene rimandato all'Arkham Asylum. Durante la trama di Forever Evil, Maschera Nera appare come membro della Società segreta dei supercriminali quando il Sindacato del Crimine arriva dalla loro Terra. Maschera Nera e la sua Società delle False Facce interrompono la battaglia dei Nemici contro Mr. Freeze e Clayface per reclamare la taglia sui Nemici.

### Rinascita
In Rinascita, Roman Sionis rimane uno dei più potenti signori del crimine di Gotham. In questa versione, il personaggio indossa una maschera color grigio metallizzato, ed è alleato con il Pinguino ed il Grande Squalo Bianco in un'alleanza conosciuta come "The Blacks & Whites". Insieme, assumono KGBeast per uccidere Batman.

## Poteri e abilità
Maschera Nera non è dotato di veri e propri superpoteri ma rimane comunque un genio del crimine, essendo a capo della più grande organizzazione criminale di Gotham e uno stratega estremamente intelligente. È noto per le efferate e cruente torture cui sottopone le proprie vittime e per la crudeltà con cui infierisce sui loro volti. È un esperto nel combattimento corpo a corpo, grazie anche all'ottima prestanza fisica, e un maestro nel travestimento. Altra sua grande abilità consiste nel saper manipolare a suo piacere i propri avversari e presenta un fattore di guarigione superiore alla media. Vanta anche ampie conoscenze scientifiche e possiede un grande arsenale di armi, di cui è un grande conoscitore. È anche un eccellente tiratore. Roman ha dimostrato, con la sua maschera, la capacità di controllare i deboli di Arkham Asylum. È in grado di controllare tutti i detenuti con facilità e ha quasi controllato Batman. Il controllo della mente si ferma facilmente con un colpo in faccia.

## Altre versioni

### Crimson Mist
Nella storyline Elseworlds Batman: Crimson Mist, Maschera Nera tenta di allontanare la furia dal vampiro impazzito Batman, che in seguito assalta il suo nascondiglio e macella la sua Società delle False Facce, lasciando le loro teste tagliate fuori dal penitenziario di Blackgate.

### Le avventure di Batman
In Le avventure di Batman, Roman Sionis è raffigurato come un uomo d'affari che ha trasformato la sua azienda in un juggernaut aziendale, fino a che Wayne Enterprises non avrà perso la sua industria. Un collaboratore di Cappuccio Rosso si avvicina quindi a Roman, convincendolo a diventare Maschera Nera e a guidare la Società delle False Facce, anche se alla fine viene catturato da Batman.

### The Batman Strikes!
In The Batman Strikes !, Maschera Nera estorce Bruce Wayne nel fare un accordo con lui, e tenta di prendere il controllo completo del mondo criminale di Gotham liberandolo dai suoi altri cattivi.

### Batman: Arkham Unhinged
Nei numeri 35-37 (storyline Evidence Notice) di Batman: Arkham Unhinged, Maschera Nera viene sfrattato dal Joker dalla sua fabbrica; ha intenzione di ucciderlo con l'aiuto del Pinguino ma viene catturato e rispedito ad Arkham City.

### Injustice: Gods Among Us
In Injustice: Gods Among Us, Maschera Nera è visto combattere contro la Justice League durante la rivolta di Harley Quinn, e in seguito appare nell'Anno Cinque, dove si raduna con altri sei criminali. Quando Damian Wayne interviene nel loro incontro, i cattivi lo mettono in stato di incoscienza finché Dick Grayson lo salva.

## Altri media

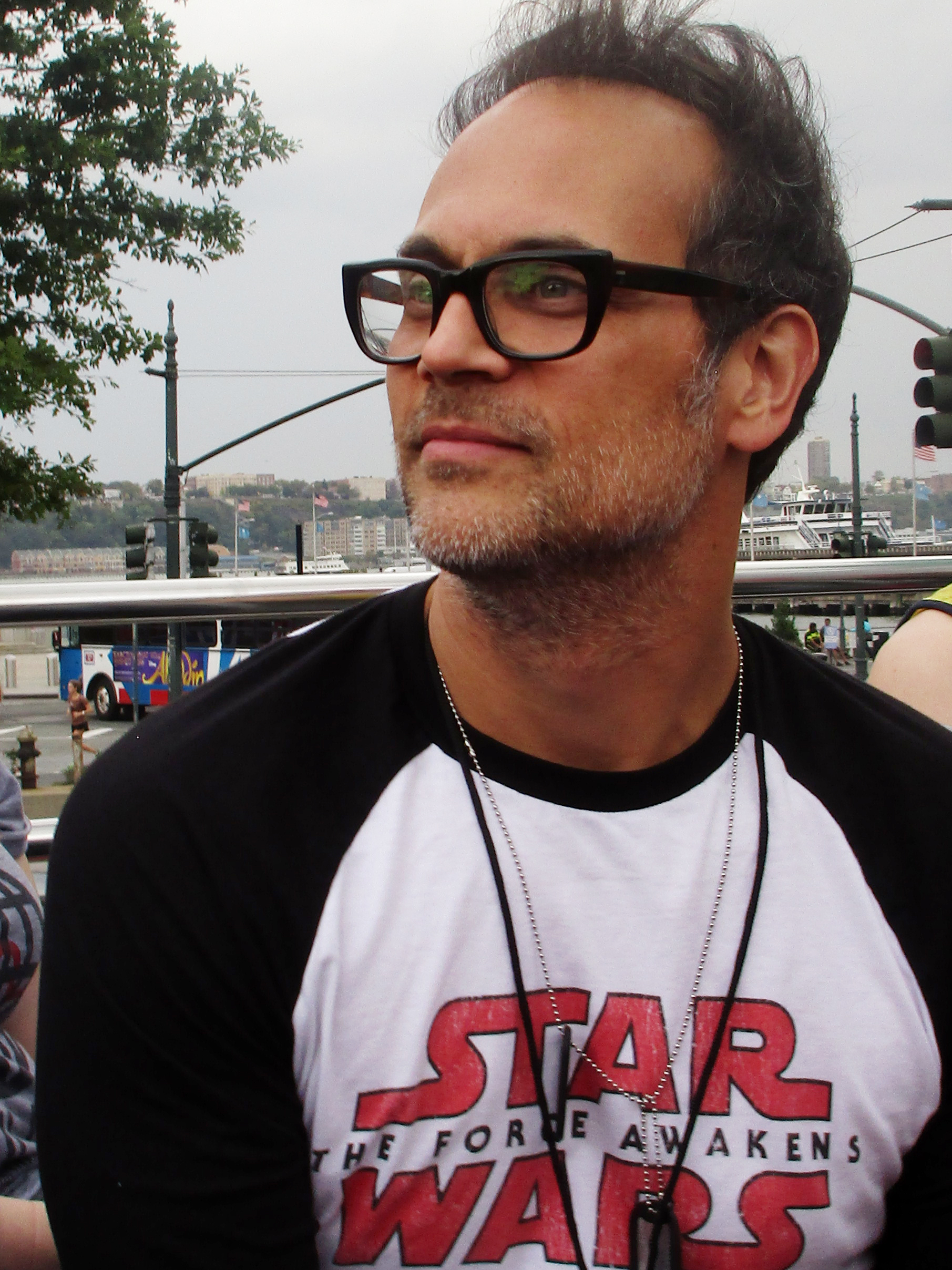
Todd Stashwick, interprete di Richard Sionis / Maschera Nera nella serie televisiva Gotham.

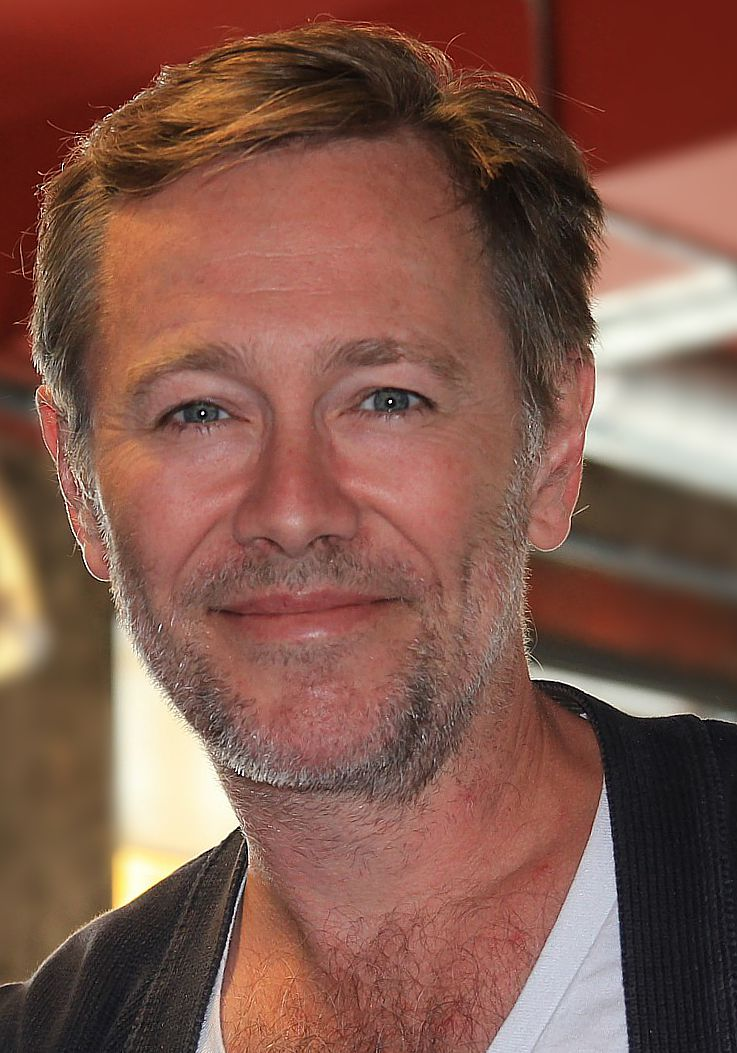
Peter Outerbridge, interprete di Maschera Nera nella serie televisiva Batwoman.

### Televisione
- Il personaggio di Maschera Nera non compare in nessuna puntata della storica serie sul cavaliere oscuro Batman.
- Il produttore Paul Dini, pensava di inserire il personaggio in Batman - Cavaliere della notte con la voce di James Earl Jones, anche se poi non è stato sviluppato per la serie.[23]
- Maschera Nera è apparso nella serie animata The Batman (episodio The Breakout, novembre 2006), doppiato in lingua originale da James Remar.
- Appare nel cartone animato Batman: The Brave and the Bold uscito nel 2010 e doppiato da John DiMaggio.[24] Questa versione della maschera può muovere le labbra, ma i denti rimangono chiusi quando parla. Il suo braccio destro è Taboo, e comanda la società delle false facce.
- Il personaggio è presente nel libro interattivo Omicidio a Villa Wayne, scritto da Duane Swierczynski ed illustrato da David Lapham. Nella trama viene descritta l'infanzia di Roman Sionis, il padre playboy Frederic e la madre Dorothy, genitori invidiosi dei coniugi Wayne. Diventato adulto, Roman intraprende lochi affari indossando una maschera nera simile a quella utilizzata dal padre ad una festa in maschera.[25]
- Nella serie televisiva Gotham compare un criminale con una maschera simile a quella di Roman Sionis, infatti il suo nome è Richard Sionis che si può presumere sia il padre. È interpretato da Todd Stashwick. Nella puntata La maschera, viene presentato il personaggio che è il direttore di una società finanziaria. I detective Gordon e Bullock capiscono che Sionis obbliga i suoi dirigenti a combattere gli uni contro gli altri. Continuando a indagare, Gordon viene catturato da Sionis, il quale lo obbliga a combattere contro i suoi dirigenti, ma Gordon ha la meglio su tutti loro, infine è proprio Sionis a combattere contro il detective, ma Gordon sconfigge pure lui, infine arriva la polizia che arresta Sionis. Viene ucciso nel primo episodio della seconda stagione da Tabitha Galavan.
- Maschera Nera è uno degli antagonisti nella seconda stagione della serie televisiva Batwoman, interpretato da Peter Outerbridge.

### Cinema

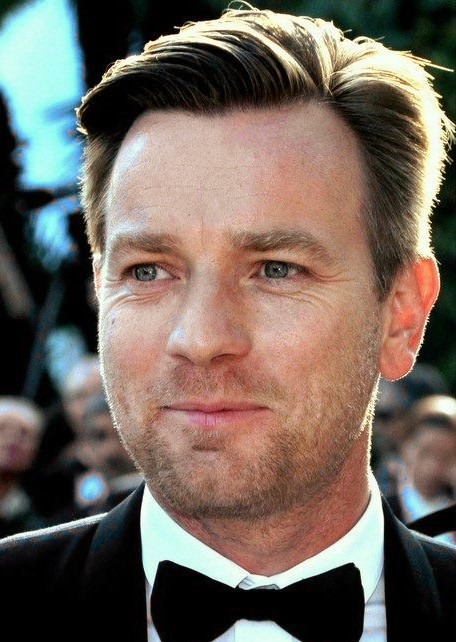
Ewan McGregor, interprete di Maschera Nera nel film Birds of Prey e la fantasmagorica rinascita di Harley Quinn.

- Roman Sionis, alias Maschera Nera, appare come antagonista nell'ottavo film del DC Extended Universe Birds of Prey e la fantasmagorica rinascita di Harley Quinn (2020), interpretato da Ewan McGregor.

#### Film d'animazione
- Maschera Nera è presente come uno degli antagonisti nel film d'animazione Batman: Under the Red Hood (2010), in cui ricopre un ruolo importante.[26] Nella pellicola, Maschera Nera è minacciato negli affari dal Cappuccio Rosso: il misterioso criminale mascherato infatti prende il comando del traffico di droga della città, sottraendolo a Sionis. Maschera Nera, vedendo il suo impero criminale minacciato da Cappuccio Rosso, ordina che venga eliminato a qualsiasi costo. Però uccidere l'uomo con il cappuccio si rivela più difficile del previsto ed ecco allora, che Maschera Nera arriva ad allearsi con il Joker per liberarsi di Cappuccio Rosso, e lo fa evadere da Arkham. I due, all'inizio sembrano stringere un accordo però, per il suo piano contro lo spietato giustiziere, Joker arriva ad usare come esca Maschera Nera e i suoi uomini. Quando si trova di fronte a lui però, Cappuccio Rosso rivela che tutti i suoi piani miravano esclusivamente ad incontrarsi proprio con Joker, e solo Maschera Nera aveva le capacità di farlo uscire di prigione. Joker, che intanto ha intrappolato in un furgone Sionis e la sua banda, è sul punto di bruciarli vivi con la benzina ma arriverà puntualmente Batman a spegnere l'incendio e fermare il clown. Alla fine del film, si apprende tramite un notiziario, che Maschera Nera è stato arrestato con l'accusa di aver fatto fuggire Joker da Arkham.
- Il personaggio appare nel sesto film d'animazione del DC Animated Movie Universe Batman: Bad Blood (2016). Nightwing (travestito da Batman) e Robin si confrontano con il criminale mentre si trovava a vendere armi. La sua maschera rimane bruciata sul volto di Sionis nella battaglia che ne seguì, prima di essere preso in custodia.
- Maschera Nera è apparso anche negli altri film d'animazione Batman: Death in the Family (2020) e Catwoman: Braccata (2022).

### Videogiochi
Maschera Nera appare nei seguenti videogiochi:
- Esordisce in un videogioco nel 2003, in Batman: Dark Tomorrow sviluppato da Hotgen. La storia, che trae ispirazione principalmente dai fumetti, vede Batman intento a scongiurare una guerra tra le bande di Maschera Nera e del Ventriloquo.
- Maschera Nera è presente in DC Universe Online, gioco rilasciato nel 2011 e sviluppato da Sony Online Austin. Sionis è tra i tanti personaggi non giocabili del gioco.[27]

#### LEGO Batman
- È presente nel primo capitolo della saga LEGO Batman, LEGO Batman: Il videogioco uscito nel 2008 e prodotto da Traveller's Tales. Il gioco inizia con l'evasione dei pazienti dal manicomio criminale Arkham Asylum di Gotham City. Dopo la fuga i malfattori si divideranno in tre bande: la prima con a capo l'Enigmista; la seconda comandata dal Pinguino; la terza guidata dal Joker. Maschera Nera non è presente in nessuna delle tre bande ma può essere creato insieme ad altri nella sezione creazione personaggio.[28] La versione per Nintendo DS include anche diversi altri personaggi che non sono disponibili nelle versioni per console e comprende un gioco esclusivo mini sbloccabile chiamato "Villain Hunt", che viene utilizzato per sbloccare 10 personaggi aggiuntivi; tra questi compare anche Maschera Nera.
- Fa ritorno nel 2012 in LEGO Batman 2: DC Super Heroes prodotto sempre da Traveller's Tales, seguito di LEGO Batman: Il Videogioco e secondo capitolo della serie LEGO Batman. Il personaggio però, è tra quelli giocabili solo su versioni portatili.

#### Batman: Arkham
Roman Sionis/Maschera Nera compare nella serie videoludica Batman: Arkham. In questa versione, il personaggio è afflitto da paranoia, ed è noto per l'uso di controfigure in situazioni che possono mettere in pericolo la sua stessa vita.
- In Batman: Arkham Asylum, uscito nel 2009 da Rocksteady Studios e primo capitolo della saga Batman: Arkham, Maschera Nera non compare mai fisicamente ma viene solo citato. Infatti si può trovare la sua maschera appesa nello studio della Dr.ssa Young nella residenza di Arkham dopo aver risolto una delle sfide dell'Enigmista. Appena risolto l'indovinello, verrà sbloccata la biografia del personaggio.
- Nel secondo capitolo della saga Batman Arkham Batman: Arkham City, prodotto ancora da Rocksteady Studios nel 2011, Maschera Nera fa un breve cameo all'inizio del gioco. Il personaggio è doppiato da Nolan North.[31] Mentre Bruce Wayne viene condotto ad Arkham City, lo si può notare mentre tenta di difendersi da due guardie TYGER, per poi essere picchiato da queste. Secondo quanto riferito nelle storie di Arkham City, è stato il primo e unico carcerato ad essere riuscito a evadere dalla città-prigione. Nella storia inoltre, Batman potrà esplorare le acciaierie di Sionis, dove si rifugiano altri criminali. Oltre a ciò, in una Campagna Sfida, Sionis tenterà nuovamente la fuga con l'aiuto dell'Enigmista, per essere infine catturato da Batman.
- Ritorna nel 2013 nel prequel Batman: Arkham Origins, terzo capitolo della serie video ludica Batman Arkham e sviluppato da Warner Bros. Games Montréal, in cui è doppiato da Brian Bloom.[32] Maschera Nera ha un ruolo notevolmente più importante: infatti il Joker si fingerà proprio Roman Sionis per agevolare i suoi piani volti all'uccisione di Batman. Tale videogioco rappresenta, infatti (nell'universo narrativo videoludico della saga di Arkham), il primo incontro/scontro tra il Clown e il Cavaliere Oscuro, in cui Joker, inizialmente sotto le mentite spoglie del già affermato supercriminale Maschera Nera, assolderà 8 assassini d'altissimo rango per uccidere Batman al prezzo di 50 milioni di dollari, il tutto nella notte della Vigilia di Natale.[33][34] In una delle missioni secondarie, è possibile invece distruggere diversi contenitori della droga di Maschera Nera sparsi per Gotham, per poi affrontare nella cattedrale il reale Roman Sionis ed alcuni dei suoi scagnozzi.
- Nello spin-off Batman: Arkham Origins Blackgate, le vicende si svolgono pochi mesi dopo Batman: Arkham Origins (uscito tempo prima). Come doppiatore del personaggio, è stato confermato Brian Bloom.[35][36] Qui, Maschera Nera, Pinguino e Joker prenderanno il controllo della prigione di Blackgate e sarà compito di Batman fermare i tre criminali e riportare tutto alla normalità.
- Nel capitolo Batman: Arkham Knight, Bloom torna a doppiare il villain.[37] Maschera Nera non compare nella trama ma in un episodio DLC scopriamo che Sionis e i suoi scagnozzi stanno scambiando armi con gli uomini del Pinguino; il criminale verrà però fermato da Cappuccio Rosso alias Jason Todd il quale lo ucciderà scaraventandolo fuori dalla finestra del suo ufficio dicendogli "Porta i miei saluti a Joker".

## Merchandising
- Un'action figure di Maschera Nera di 17 cm è stata rilasciata nella serie 1 della serie Batman: Arkham Origins di DC Collectibles, basata sul suo aspetto nel videogioco. Questa figure è stata scolpita da Gentle Giant Studios e include due pistole automatiche.[38][39]
- TriForce ha rilasciato un'action figure di Maschera Nera Batman: Arkham Origins composta da maschera del personaggio e pugno di ferro, realizzato e fuso in polystone. La replica misura 45 cm di altezza e pesa 15 chili, ed è una versione limitata a 500 pezzi in tutto il mondo.[40]